# Cratere Tucker
Tucker è un cratere lunare di 6,78 km situato nella parte sud-orientale della faccia visibile della Luna.